# Riksförbundet Sveriges allmoge
Riksförbundet Sveriges allmoge var en politisk organisation för bönder. 
I början av september 1906 kom ett upprop om bildandet av en organisation för att tillvarata bönders, torpares och arbetares intressen i Västernorrlands län. Sveriges Allmoge konstituerades den 28 december 1906 vid ett möte i Sollefteå. 186 medlemmar anslöt sig omedelbart till organisation. Till ordförande valdes J.O. Högberg i Näs, vice ordförande agronom V. Carlsson i Gårdsnäs och sekreterare S.V. Näsström i Dynäs. 
I det program som antogs enhälligt hette det, att eftersom allmogen i Sverige inte kunde gilla socialdemokraternas uppfattning om "den personliga egendomslösheten", hade förbundet bildats för att bland annat motverka byråkrati och socialism, och på den existerande samhällsordningens grund arbeta för att höja de olika samhällsklasserna i alla hänseenden. Sveriges Allmoge eftersträvade "nationell samling" med allmogen som kärna. Förbundet bildades vid en tidpunkt då det gällde att slå tillbaka vad som uppfattades som ett hot från den socialistiska sidan. Förbundet ville också slå vakt om bondeintressen inför den förestående rösträttsreformen. Det uttrycktes förhoppningar om att Sveriges Allmoge skulle bli den borgerliga organisation som fr.a. skulle samla lantmännen i Norrland. Städerna lämnades åt Allmänna valmansförbundet medan Svenska folkförbundet skulle samla de icke-socialistiska arbetarna. 
I början av 1909 fanns det lokalavdelningar i de flesta av socknarna i Västernorrlands län. Särskilt starkt var förbundet i Ångermanland. Det fick stort stöd av tre moderata tidningar, som Hernösands-Posten, Örnsköldsviks-Posten och Jämtlands-Posten, "förbundets organ". Organisationen uppgick under 1910-talet i Allmänna valmansförbundet och Bondeförbundet.